# Dolomedes chroesus
Espèce
Dolomedes chroesus est une espèce d'araignées aranéomorphes de la famille des Dolomedidae.

## Distribution
Cette espèce est endémique d'Indonésie. Elle se rencontre dans les îles Aru et en Nouvelle-Guinée occidentale.

## Description
La femelle holotype mesure 15 mm

## Systématique et taxinomie
Cette espèce a été décrite par Strand en 1911.

## Publication originale
- Strand, 1911 : « Araneae von den Aru- und Kei-Inseln. » Abhandlungen der senckenbergischen naturforschenden Gesellschaft, vol. 34, p. 127-199 (texte intégral).